# Néron
 Néron  es una población y comuna francesa, en la región de  Centro, departamento de Eure y Loir, en el distrito de Dreux y cantón de Nogent-le-Roi.

## Demografía
| 338 | 267 | 311 | 471 | 616 | 660 |
| Para los censos de 1962 a 1999 la población legal corresponde a la población sin duplicidades (Fuente: INSEE [Consultar]) |     |     |     |     |     |